# Megaulacobothrus rufitibis
Megaulacobothrus rufitibis är en insektsart som först beskrevs av Zheng, Z. 1989.  Megaulacobothrus rufitibis ingår i släktet Megaulacobothrus och familjen gräshoppor. Inga underarter finns listade i Catalogue of Life.